# 183
183（百八十三、ひゃくはちじゅうさん）は自然数、また整数において、182の次で184の前の数である。

## 性質
- 183は合成数であり、約数は 1, 3, 61 と 183 である。
  - 約数の和は248。
- 59番目の半素数である。1つ前は178、次は185。
- 8番目の完全トーティエント数である。1つ前は111、次は243。
- 183 = 130 + 131 + 132
  - a = 13 のときの a0 + a1 + a2 の値とみたとき1つ前は157、次は211。
  - 13の累乗和とみたとき1つ前は14、次は2380。(オンライン整数列大辞典の数列 A091030)
    - 183 = 133 − 1/13 − 1 = 143 + 1/14 + 1

  - 素数 p = 13 のときの p0 + p1 + p2 の値とみたとき1つ前は133、次は307。(オンライン整数列大辞典の数列 A060800)
- 約数の和が183になる数は1個ある。(169) 約数の和1個で表せる41番目の数である。1つ前は176、次は194。
  - 約数の和が奇数になる16番目の奇数である。1つ前は171、次は195。
- 各位の和が12になる14番目の数である。1つ前は174、次は192。
- 各位の積が各位の和の2倍になる7番目の数である。1つ前は154、次は224。(オンライン整数列大辞典の数列 A062034)
- 183 = 73 − 53 − 33 − 23
  - n = 3 のときの 7n − 5n − 3n − 2n の値とみたとき1つ前は11、次は1679。(オンライン整数列大辞典の数列 A135161)
- 183 = 35 − 34 + 33 − 32 + 3
  - n = 3 のときの n5 − n4 + n3 − n2 + n の値とみたとき1つ前は22、次は820。(オンライン整数列大辞典の数列 A191012)
  - 初項 3、公比 −3 の等比数列の和とみたとき1つ前は−60、次は−546。(オンライン整数列大辞典の数列 A084567)

## その他183に関連すること
- 国鉄183系電車
- 国鉄キハ183系気動車
- いずも (護衛艦) (DDH-183)
- 西暦183年
- 年始（1月1日）から数えて183日目は、7月2日。
- 第183代ローマ教皇はクレメンス4世（在位：1265年2月5日～1268年11月29日）である。